# 克拉皮耶山

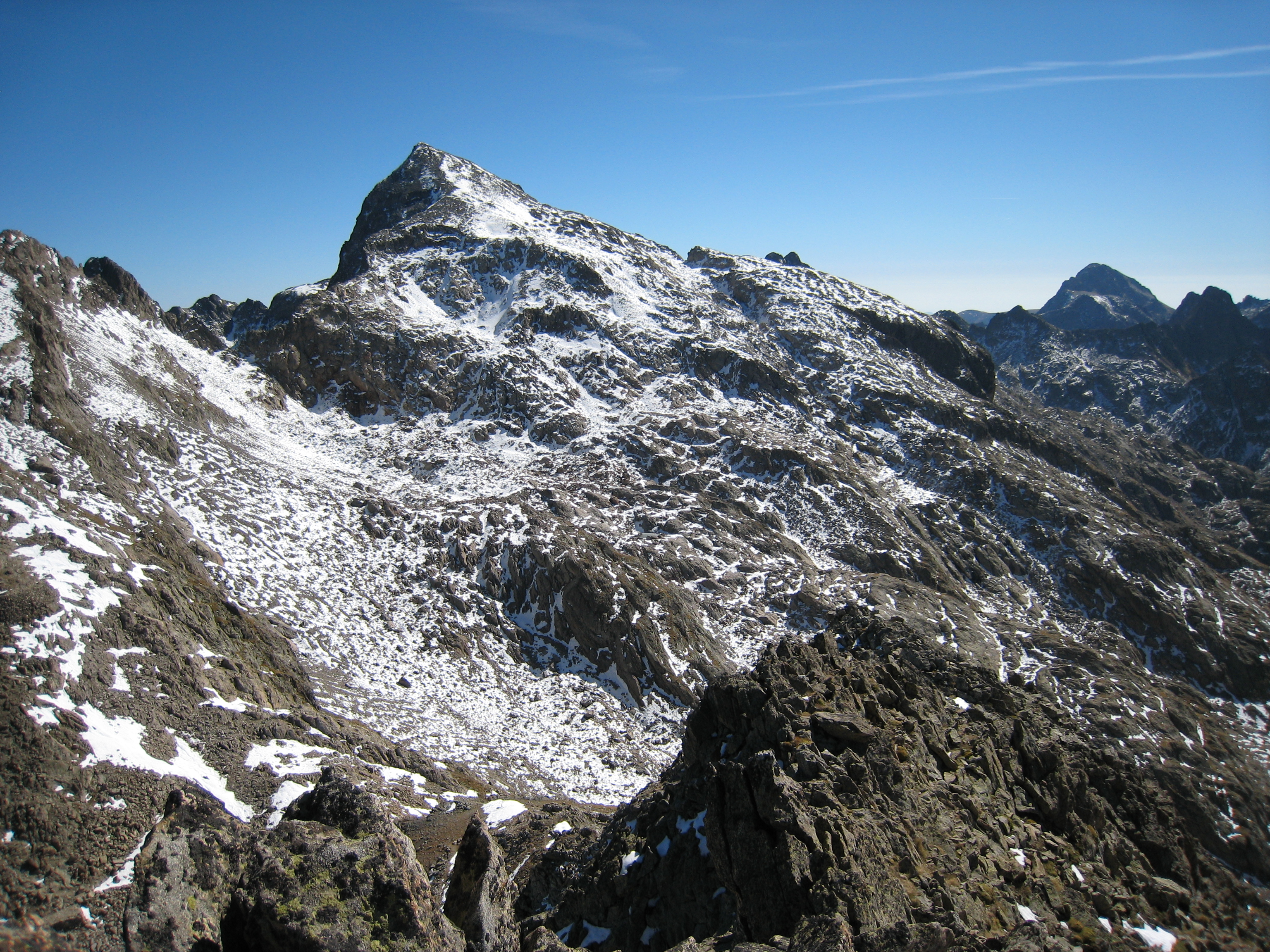

44°06′58″N 7°25′09″E / 44.11611°N 7.41917°E
克拉皮耶山（法語：Mont Clapier），是西歐的山峰，位於法國和意大利接壤的邊境，由普羅旺斯-阿爾卑斯-蔚藍海岸大區和皮埃蒙特大區負責管轄，屬於濱海阿爾卑斯山脈的一部分，海拔高度3,045米，人類在1832年首次登頂。